# 힌덴부르크 프로그램

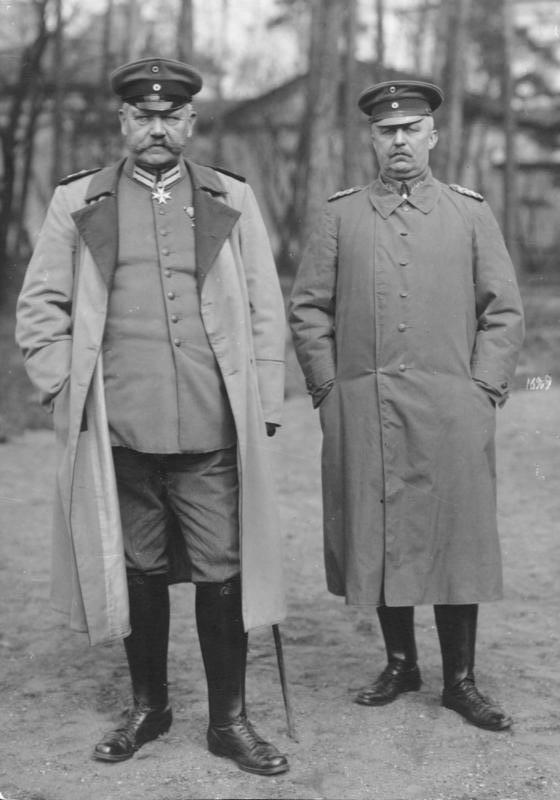
1916년 9월의 힌덴부르크와 루덴도르프

힌덴부르크 프로그램(독일어: Hindenburg-Programm)은 제1차 세계대전 중 독일의 세 번째 육군최고사령부가 1916년 시행한 군수, 경제 계획을 이르는 이름이다. 파울 폰 힌덴부르크와 에리히 루덴도르프는 이 계획을 통해 독일 산업생산량을 배로 늘려 탄약과 무기 생산을 크게 증가시키고자 하였다.
이같이 전쟁물자로 모든 자원을 동시 집중하는 것은 제2차 세계대전(총력전) 때에도 다시 사용된 바 있다.

## 개요
독일 전시경제의 생산은 1916년의 물량전(솜 전투, 베르됭 전투)에서 더 이상 늘어나지 못하였다. 군수물자 생산은 이 때문에 반드시 더 효율적으로 조직되어야만 했다. 싸울 수 있는 병사들의 수 감소는 기술적 우세로 상쇄되어야 했다.
에리히 폰 팔켄하인(Erich von Falkenhayn)이 해임되고 군 수뇌부가 교체된지 이틀만인 1916년 8월 31일, 후임자 파울 폰 힌덴부르크(Paul von Hindenburg)와 에리히 루덴도르프(Erich Ludendorff)는 군수물자 생산 확장에 대한 광범위한 수요 목록을 발표하였다.
비록 힌덴부르크의 이름에 따라 명명되었기는 하지만, 힌덴부르크 프로그램의 초안은 육군 중령 막스 바우어(Max Bauer)에게서 유래한다. 그는 루덴도르프의 신뢰를 받을 뿐 아니라, 중공업과도 밀접한 관계에 있는 사람이었다.
프로그램의 목표는, 1917년 초까지 탄약 및 박격포 생산을 배로 하는 것이었다. 대포 및 기관총 생산은 거의 세 배가 되어야 했다. 원조를 위해 6,000톤의 화약생산은 12,000톤으로 달마다 증가해야 했다. 또한 비행기 생산 및 진지 구축을 위한 물자 생산 증대도 계획되었다.
이 목표는 생산능력의 거의 전부를 동원해야만 달성할 수 있는 것이었다. 이는 이른바 "전시비중요 산업"의 폐쇄를 포함하는 것으로, 힌덴부르크 프로그램에 따른 총동원을 위해 이들의 생산능력을 차출하고자 하였기 때문이다.
전시경제의 중앙 통제를 위해 재계와 최고사령부의 협력하면서, 빌헬름 그뢰너(Wilhelm Groener) 장군이 이끄는 전쟁청(Kriegsamt)이 새로운 전쟁관청으로 설립되었다.
실제로는 힌덴부르크 프로그램으로 변화된 것은 별로 없었다. 프로그램의 요구사항은 실행 불가능한 것으로 입증되었는데, 이는 작업능력의 요인들과 운송잠재력, 식량상황이 계획 단계에서 고려되지 않았고, 실행 과정에서 힌덴부르크 프로그램을 방해하였기 때문이었다.
또한 힌덴부르크 프로그램이 '조국을 위한 자원봉사에 관한 법'(Gesetz über den vaterländischen Hilfsdienst, 줄여서 Hilfsdienstgesetz)과 함께 17세부터 60세의 모든 남성에게 노동의무를 부과하는 법적 기반 하에서 시행된 상황도 초안 계획자들의 희망을 충족시키지 못했다. 본래는 여성과 아이들을 포함한 인구 전체가 동원되는 구상이었으나, 정부는 이 형태의 계획을 거절하였다.
힌덴부르크 프로그램의 유토피아적 요구와 자원봉사법의 관료주의적 과부하가 상호작용한 결과, 독일은 일련의 새로운 문제들과 마주하게 되었다. 이들은 힌덴부르크 프로그램과 자원봉사법이 없었다면 나타나지 않았을 문제들로서, 결국 경제 능력을 더욱 방해하는 결과로 귀결되었다.
계획했던 생산량 증대는 가깝게 달성되지 못하였고, 일부 산업의 경우 오히려 감소되기까지 했는데, 이는 전선에 너무 많은 작업능력과 운송수단이 쏠리게 되었기 때문이다.

## 참고 문헌
- 빌헬름 다이스트(Wilhelm Deist). Militär und Innenpolitik im Weltkrieg 1914 - 1918. (Quellen zur Geschichte des Parlamentarismus und der politischen Parteien) 제2권. 뒤셀도르프 1970.
- 게랄트 D. 펠트만(Gerald D. Feldman). Armee, Industrie und Arbeiterschaft in Deutschland 1914 - 1918. 베를린 1985.
- 에리히 루덴도르프(Erich Ludendorff). Urkunden der Obersten Heeresleitung über ihre Tätigkeit 1916/18. 베를린 1920.

## 같이 보기
- 총력전